# Liste isländischer Exonyme für deutsche Toponyme
In dieser Liste werden Orten im deutschen Sprachraum (Städte, Flüsse, Inseln etc.) die Bezeichnungen gegenübergestellt, die im Isländischen üblich sind. 

## A
- Ágsborg: Augsburg
- Aldinborg: Oldenburg

## B
- Boslaraborg oder Buslaraborg: Basel (weniger gebräuchlich)
- Brimar: Bremen
- Brúnsvík: Braunschweig

## F
- Flensborg: Flensburg

## H
- Hamborg: Hamburg
- Héðinsey: Hiddensee
- Hlaupsigar: Leipzig, wurde früher manchmal so genannt

## K
- Kíl: Kiel
- Kílarskurður: Nord-Ostsee-Kanal

## L
- Luxemborg: Luxemburg
- Lýbika: Lübeck

## M
- Munkaþverá hin syðri: München, früher

## S
- Saxelfur auch Elfin: Elbe
- Slésvík-Holtsetaland: Schleswig-Holstein
- Stræla: Stralsund

## V
- Vín: Wien